# Holdleder
En holdleder i redningsberedskabet er en person ansat og uddannet til at varetage den direkte ledelse af indsatspersonel (brandmænd) i at slukke brande, foretage redningsopgaver og håndtere akutte uheld med farlige stoffer. Holdlederen har typisk et brandmandskab mellem tre og syv mand til sin rådighed. Holdlereren er underlagt en indsatsleder.
Holdlederens sekundære opgave er at varetage en del af vedligeholdelsesuddannelsen for brandmænd på sin brandstation. Alle brandstationer har tilknyttet det nødvendige antal holdledere, således at det sikres at der altid kan deltage en holdleder i alle udrykninger.
Med den nye risikobaserede dimensionering er det nu muligt for en holdleder, med den nødvendige uddannelse, at varetage den tekniske ledelse på et skadested.

## Uddannelse
Uddannelsen til holdleder i redningsberedskabet kræver at man har gennemført enten grund- og funktionsuddannelse BRAND (til 2005) samt supplerende funktionsuddannelse BRAND og REDNING, eller at man har gennemført den nye grund- og funktionsuddannelse INDSATS (fra 2005). 
Selve holdlederudannelsen gennemføres også på Beredskabsstyrelsens Tekniske Skole i Tinglev. Holdlederuddannelsen varer fem uger, og er opdelt i tre moduler af hhv. en som man kalder "fælles del" og 2 gange 2 uger med en beredskabsfaglig del. Holdlederuddannelsen slutter med en eksamen som både er teoretisk og praktisk.

## Ansættelse
Der findes både detidsansatte og fuldtidsansatte holdledere:
Deltidsansatte holdledere har et "almindeligt" arbejde og tilkaldes via en pager. Holdlederen har herefter max. 5 minutter til at møde op på stationen, klæde om til indsatsdragt og forlade brandstationen med automobilsprøjten. I Sønderjylland findes der mange frivillige brandværn, som drives af brandmænd og holdledere på frivillig – dvs. ulønnet – basis – men i øvrigt på samme vilkår som øvrige redningsberedskaber.
Fuldtidsholdledere arbejder på brandstationen så køretøjerne kan afgå straks efter alarmering.
Efter at have opnået en vis erfaring kan man videreuddanne sig til indsatsleder, ligesom der er mulighed for at videreuddanne sig inden for forskellige instruktørspecialer, som fx frigørelse af fastklemte i motorkøretøjer, røgdykning og så videre.

## Links
- Beredskabsloven
- Bekendtgørelse om risikobaseret kommunalt redningsberedskab (Webside ikke længere tilgængelig)
- Beredskabsstyrelsen (Webside ikke længere tilgængelig)
- Beredskabsstyrelsens Uddannelseskatalog Arkiveret 6. december 2006 hos  Wayback Machine